# Сховане обличчя
«Сховане обличчя» — перший сольний студійний альбом Сергія Василюка, вокаліста гурту «Тінь Сонця». Альбом вийшов на початку 2010 року.

## Про альбом
На початку 2009 року Сергій проїхав туром Україною з акустичною програмою «Сховане обличчя», а вже на початку 2010 вийшов повноцінний альбом. У дану роботу ввійшли пісні, які зі слів самого виконавця, не відповідають стилеві гурту. У цих піснях Сергій, як сам він про себе каже, «безмірно юний, наївно-мрійливий і закоханий».
Деякі з пісень згодом увійдуть до студійних альбомів гурту «Тінь Сонця», зокрема: композиція «У цьому полі, синьому, як льон» увійшла до альбомів «Танець серця» 2011 року та «Тернистий шлях» 2021 року, пісня «Добрий ангел» увійшла до альбому «Зачарований світ», що вийшов у 2018 році, а пісня «Вишневий садок» входить до альбому «Буремний край», що побачив світ у 2016.

## Список композицій
Автор слів Сергій Василюк, окрім треку 1 — Василь Стус, автор музики Сергій Василюк. 
| Стандартне видання        | Стандартне видання               | Стандартне видання |
| #                         | Назва                            | Тривалість         |
| ------------------------- | -------------------------------- | ------------------ |
| 1.                        | «У цьому полі, синьому, як льон» | 1:49               |
| 2.                        | «Вишневий садок»                 | 4:51               |
| 3.                        | «Твоє місто»                     | 1:44               |
| 4.                        | «Дівчина з Павлодару»            | 5:46               |
| 5.                        | «Добрий ангел»                   | 2:27               |
| 6.                        | «До приходу ночі»                | 4:52               |
| 7.                        | «У небі вільного вітру»          | 3:05               |
| 8.                        | «Човни»                          | 3:40               |
| 9.                        | «Іншої не було»                  | 3:54               |
| 10.                       | «Зачинені брами»                 | 3:38               |
| 11.                       | «До самих небес»                 | 2:46               |
| 12.                       | «Сховане обличчя»                | 3:18               |
| Загальна тривалість 41:50 |                                  |                    |

## Учасники запису
У записі альбому взяли участь:
| - Сергій Василюк — вокал - Андрій Хаврук — клавішні (трек 1), гітара (трек 10), запис, міксування - Софія Рогальська — скрипка (трек 10) - Ольга Мільграндт — віолончель (трек 6) | - Яна Сурело — дизайн обкладинки - Ірина Яременко — фото - Вікторія Чуприна — фото - Сергій Сірук — фото |